# گذرگاه (فیلم ۱۹۹۰)
گذرگاه (به انگلیسی: The Crossing) یک فیلم سینمایی استرالیایی در ژانر درام و عاشقانه محصول سال ۱۹۹۰ میلادی به کارگردانی جورج اوگیلوی است و بازیگران اصلی این فیلم راسل کرو، رابرت مامون و دانیل اسپنسر می‌باشند. این فیلم در شهرهای جونی و کاندوبولین در نیو ساوت ولز واقع در کشور استرالیا فیلمبرداری شده‌است. این فیلم در تاریخ ۱۸ اکتبر ۱۹۹۰ میلادی در استرالیا اکران شد. راسل کرو برای بازی در این فیلم نامزد دریافت جایزه مؤسسه فیلم استرالیا برای بهترین بازیگر شد.

## بازیگران
- راسل کرو به عنوان جانی
- رابرت مأمون به عنوان سام
- دانیل اسپنسر به عنوان مگ
- امیلی لامپز به عنوان جنی
- رادنی بل
- مایلز کالینز به عنوان کشش
- مارک گری به عنوان نورت
- مگان کانولی به عنوان کاتلین
- جان بلر به عنوان بیلی
- رانی لاک لند به عنوان گیل
- لی-آن تاولر به عنوان مندی
- پل رابرتسون به عنوان بردی
- جورج ویلی به عنوان سید
- ژاک فیلیپس به عنوان ماریون[۳]